# Lampsilis straminea
Lampsilis straminea är en musselart som först beskrevs av Conrad 1834.  Lampsilis straminea ingår i släktet Lampsilis och familjen målarmusslor.

## Underarter
Arten delas in i följande underarter:
- L. s. straminea
- L. s. claibornensis